# Інка Амару
Інка Амару або Амару Інка Юпанкі на прізвисько Добрий (*Amaru Inka Yupanqui, бл.1440 — після 1471) — державний діяч, Інка Ратін (співволодар) Сапа Інки Пачакутека бл. 1454–1459 років.

## Життєпис
Походив з династії Верхнього Куско. Син Інки Пачакутека, імператора Тауантінсую, та його дружини-сестри Мами Анауарке. Ім'я Амару перекладається кечу як «змія», аймара «розумний». Народився у м. Помакоча під час походу батька проти міста-держави чанків Вілкашуаман. Про молоді роки немає відомостей. Відповідно до хронік інків мав добру вдачу, був схильний до мирних справ. Був витонченою і освіченою людиною, лицарем і романтиком по духу.
У 1447 супроводжував батька під час військового походу проти держави Кольа. Після завершення тривалої війни з підкорення цієї держави Інку Амару батько призначив апо (намісником) новоутвореної чверті імперії Кольасую та водночас довірено значну армію. Тут він зіштовхнувся з повстанням аймара, яке із великими труднощами було придушено.
У 1454 році призначається Інкою Ратіном (співволодарем), отримавши своєрідну корону — жовту маскапайчу. Також оженився на власній сестрі Курі Окльо. Після цього відвідував храми та міста імперії. В час подорожей провінціями імперії прийшла звістка про повстання Альтіплані в провінції Антісую. Імператор призначив Інку Амару апо кіспаєм (головнокомандувачем), проте той не виявив військового хисту, жорсткості та рішучості. Повстання було придушено завдяки діям інших інкських військовиків. Така ситуація позначилася на авторитеті Інки Амару серед військових та знаті.
Остаточно підірвав повагу до себе внаслідок невдалого залицяння до аростократки Кусі Чімбо, яка спочатку відмовила Амару, лише згодом під тиском родини погодилася вийти заміж. Це було проти традиції, коли наказ Інки для підданих був обов'язковим для виконання.
В результаті усі родичі імператора, знать, вище духовенство та головні військовики виступили проти Інки Амару. Зрештою у 1459 році Інка Пачакутек позбавив Інку Амару титулу Інки Ратіна (співволодаря), зробивши аукі (спадкоємцем) брата Амару — Тупак Юпанкі. Проте Амару зберіг прихильність батька, а згодом спокійно мешкав за правління свого брата Тупак Юпанкі.